# Rand Mines
Rand Mines est une holding créée en février 1893 pour regrouper des mines d'or d'Afrique du Sud opérant principalement dans l'extraction en grande profondeur.

## Histoire
La société est fondée en février 1893 par des actionnaires prestigieux, comme le banquier d'affaires londonien Ernest Cassel (1852-1921), Edmond de Rothschild et les membres du "syndicat du diamant", regroupés autour de la De Beers, dont Alfred Beit.
Avec une valeur boursière de 13,3 millions de sterling en 1913, c'est la 20e capitalisation britannique et la plus importante des mines d'or, juste devant Crown Mines (12,8 millions de sterling, et devant East Rand Proprietary Mine, 44e capitalisation, avec 6,268 millions de sterling, New Jagersfontein (47e) et Randfontein Central (49e).